# Lilium concolor
Lilium concolor là một loài thực vật có hoa trong họ Liliaceae. Loài này được Salisb. miêu tả khoa học đầu tiên năm 1806.